# Los Héroes (métro de Santiago)
Los Héroes est une station de correspondance entre les lignes 1 et 2 du métro de Santiago, dans la commune de Santiago. La station est située sous l'intersection de l'Alameda et de l'avenue Manuel Rodriguez.

## Histoire
La station est ouverte le 15 septembre 1975 lors de la mise en service de la ligne 1 et le 31 mars 1978 lors de l'ouverture de la ligne 2. La station est située à proximité du monument aux Héros de La Conceptión, érigé à la mémoire des 77 soldats chiliens tués dans la bataille de La Concepción, les 9 et 10 juillet 1882, pendant la guerre du Pacifique.